# جنچنا
جنچنا (به لهستانی:  Dzięczyna) یک روستا در لهستان است که در گمینا پونگتس واقع شده‌است. جنچنا ۳۳۶ نفر جمعیت دارد.